# Era (альбом Elvenking)
«Era» — сьомий студійний альбом італійського фольк-метал/павер-метал-гурту Elvenking. Реліз відбувся 14 вересня 2012 року. Перед випуском альбому Дамна та Айдан записали та виклали відео на YouTube, в якому поділилися із фанами описами кожної композиції із свого нового альбому.

## Список композицій
1. «The Loser» — 4:58
2. «I Am The Monster» — 5:12 (додатковий вокал Jon Oliva)
3. «Midnight Skies, Winter Sighs» — 4:33
4. «A Song For The People» — 1:46 (додатковий вокал Netta Dahlberg)
5. «We, Animals» — 4:07
6. «Through Wolf's Eyes» — 3:19
7. «Walking Dead» — 3:44 (додатковий вокал Teemu Mäntysaari)
8. «Forget-Me-Not» — 5:39 (додатковий вокал Jon Oliva & Netta Dahlberg)
9. «Poor Little Baroness» — 5:19
10. «The Time Of Your Life» — 4:20
11. «Chronicle Of A Frozen Era» — 6:40
12. «Ophale» — 2:44
13. «Grey Inside» — 4:16 (бонусний трек діджіпаку)
14. «Khanjar» — 4:26 (інструментал) (бонусний трек розширеного діджіпаку від ITunes)
15. «I Am The Monster» — 5:13 (лише вокал Дамни) (бонусний трек діджіпаку)

## Учасники запису
- Дамна — вокал
- Айдан — гітара
- Рафаель — гітара
- Якоб — бас-гітара
- Сімон — барабан
- Летьєн — скрипка